# Henrik Lagerlöf (militär)
Henrik Leonard Lagerlöf, född 19 november 1872 i Nordmalings församling i Västerbottens län, död 9 september 1966 i Åkersberga i Österåkers församling i Stockholms län, var en svensk militär och diplomat.
Henrik Lagerlöf var son till bruksförvaltaren Leonard Lagerlöf, av släkten Lagerlöf från Medelpad, och Hulda Erika Schjåltz. Han avlade mogenhetsexamen 1891, genomgick gymnastiklärarkurs vid Gymnastiska centralinistitutet 1895–1898 och Krigshögskolan 1900–1902. Därutöver bedrev han språkstudier i Finland 1911–1912 och militärstudier i Estland 1919. Henrik Lagerlöf blev underlöjtnant vid Jämtlands fältjägarregemente 1894, major 1916, fortsatte vid Västgöta regemente 1917, var militärattaché i Helsingfors 1918–1922, övergick till Hälsinge regemente 1920, blev överstelöjtnant vid Norra skånska infanteriregementet 1922 och överfördes till övergångsstat 1926. År 1932 blev han överste i Södra arméfördelningens reserv.
Han författade skrifter i Ålandsfrågan 1939 och hade också ett flertal utmärkelser: kommendör av Vasaordens andra klass (KVO2kl), riddare av Svärdsorden (RSO), kommendör av Finlands Vita Ros’ ordens andra klass (KFinlVRO2kl), hade Finska frihetskorsets andra klass med svärd (FFrK2kl m sv) och dess medalj (FFrM).
Henrik Lagerlöf gifte sig 1904 med Svea Nordin (1878–1969) och fick tre barn: tjänstemannen Holger Lagerlöf (1906–1982), professor Henrik Lagerlöf (1907–1999) och banktjänstemannen Gösta Lagerlöf (1911–1998), av vilka den sistnämnde är farfar till låtskrivaren Johan Lagerlöf.
Han är tillsammans med hustrun begravd i föräldrarnas grav på Söderhamns kyrkogård.